# Cortnee Vine
Cortnee Brooke Vine (Shepparton, 9 aprile 1998) è una calciatrice australiana, attaccante del North Carolina Courage e della nazionale australiana.

## Carriera

### Nazionale
Vine ha rappresentato l'Australia a livello Under-17 e Under-20. Con quest'ultima formazione nel luglio 2016, nella vittoria per 4-0 con la Malaysia, apre le marcature con una doppietta nell'incontro inaugurale del gruppo B all'AFF Cup 2016, contribuendo così al passaggio del turno dell'Australia da prima nel girone prima di essere eliminate in semifinale dalla Thailandia.
Per indossare nuovamente la maglia delle Matildas, questa volta quella della nazionale maggiore, deve attendere oltre 5 anni, quando il commissario tecnico Tony Gustavsson la inserisce nella rosa delle 21 giocatrici che affrontano la fase finale della Coppa d'Asia di India 2022. Debutta nel torneo il 24 gennaio 2022, rilevando Kyah Simon al 71' nella vittoria per 4-0 sulle Filippine nella fase a gironi, per poi essere impiegata in altre due occasioni fino alla sconfitta di misura con la Corea del Sud ai quarti di finale.
Gustavsson in seguito continua a darle fiducia, convocandola, oltre che in diverse amichevoli, per l'edizione 2023 della Cup of Nations, dove condivide con le compagne la vincita del suo primo trofeo internazionale, e inserendola infine nella lista delle 23 calciatrici selezionate per disputare il Mondiale di Australia e Nuova Zelanda 2023. Durante il torneo Vine si rende protagonista del passaggio del turno al termine dell'incontro ai quarti di finale Francia, andando a segno nell'ultimo della sequenza di calci di rigore, garantendo così all'Australia l'accesso alle semifinali, il risultato più prestigioso mai ottenuto fino ad allora.

## Palmarès

### Club
- Campionato australiano: 2

Sydney FC: 2022-2023, 2023-2024

### Nazionale
- Campionato femminile di calcio della Federazione calcistica dell'Asia orientale: 1

2022
- Cup of Nations: 1

2023